# 橋本正之
橋本 正之（はしもと まさゆき、1912年〈大正元年〉12月16日 - 1976年〈昭和51年〉9月9日）は、元山口県知事、元衆議院議員。山口県下松市笠戸島出身。

## 略歴
- 龍山中学校から京城帝国大学予科（文A）を経て、1935年に京城帝国大学法文学部の法科を卒業。戦前は朝鮮総督府に勤務。朝鮮総督府では特別高等警察で金日成ら左翼革命家の追跡を担当していたという。
- 1937年8月に道警視として高等官採用。警察関係の役職としては忠清南道警察部警務課長（ - 1938年5月）と、黄海道警察部長（1943年3月 - 1944年11月）を歴任。
- 戦後は山口県庁に入庁し、副知事を務めた。1958年から衆議院議員（自民党）を1期、1960年から山口県知事（自民党）を4期務めた。知事在任中は道路整備や離島の架橋に力を入れ「道の知事」「橋の知事」と言われ、現在も道路整備の行き届いている山口県の基礎をつくり上げた。
- 知事退任後は国政復帰を目指し、衆院選旧山口2区から出馬準備をしていたが、1976年病死した。地盤を継承した自民党公認重宗昌幸は同年の衆院選で落選（1979年の衆院選で当時参院議員だった佐藤信二が出馬し初当選）。
- 郷里の下松市笠戸島にある下松市立笠戸小学校、下松市立江の浦小学校、下松市立深浦小学校(2014年に閉校)の校歌は、いずれも橋本が作詞したものである。1965年に発売された「山口県民の歌」のレコードでB面に収録された行進曲「のばせ山口」の作詞も行った。
- 元山口県議会議員の橋本憲二（下松市区）は長男。2007年4月で引退するまで6期当選し、議会運営委員長や自民党山口県連副会長などを務めた。